# Coconut Creek
Coconut Creek város az Amerikai Egyesült Államok Florida államában, Broward megyében. Lakosainak száma 57 833 fő (2020. április 1.).

## Népesség
A település népességének változása:

| 2010 | 52 909 |
| 2020 | 57 833 |